# Lucas Ferraro
Lucas Ferraro (Buenos Aires, 30 de marzo de 1977) es un actor argentino.

## Trabajos

### Teatro
- ¿Quién? ¿Yo? (1996)
- La espuma de los días (2004)
- Alice, una mujer llena de vida (2005)
- En el aire (2006)
- El calor del cuerpo (2008-2009)
- Hamlet, el señor de los cielos (2011)
- En Familia (2013)
- Segunda Princesa (2017-2018)
- #Citatextual  (2017-2018)
- Kintsugi (2018)

### Televisión
| Año       | Título                         | Personaje                           | Canal           |
| --------- | ------------------------------ | ----------------------------------- | --------------- |
| 1997      | Socios y Más                   |                                     |                 |
| 1998-1999 | Como vos y yo                  | Sebastián Scala                     | Canal 13        |
| 2000      | Verano del '98                 | Jano Valdez                         | Telefe          |
| 2000      | Los Buscas de Siempre          | Darío Cantón                        | Azul Televisión |
| 2001      | PH, propiedad horizontal       | Leo                                 |                 |
| 2001      | Chiquititas                    | Michel Montenegro                   | Telefe          |
| 2001      | Tiempo final                   | Nicolás                             | Telefe          |
| 2002      | Kachorra                       | Gaspar                              | Telefe          |
| 2002      | 099 Central                    | Alejandro                           | Canal 13        |
| 2003      | Costumbres Argentinas          | José Luis                           | Telefe          |
| 2004      | Padre Coraje                   | Che Guevara                         | Canal 13        |
| 2005      | Hombres de honor               | Danilo Onoratto                     | Canal 13        |
| 2006      | Mujeres Asesinas               | Julián/Omar                         | Canal 13        |
| 2006      | Al límite                      | Pablo                               | Telefe          |
| 2007      | Casi ángeles                   | Marcos Andrés Ibarlucía/James Jones | Telefe          |
| 2008      | B&B                            | Martín                              | Telefe          |
| 2009      | Los hombres de paco            |                                     | Antena 3        |
| 2009      | Yo soy Bea                     |                                     | Telecinco       |
| 2009-2010 | Botineras                      | Fernando Rodríguez                  | Telefe          |
| 2010      | Malparida                      | Francisco Olivera Jr.               | Canal 13        |
| 2011      | Los Sónicos                    | Luis                                | Canal 9         |
| 2013      | Combatientes                   | Gustavo Rivero                      | TV Pública      |
| 2013      | Historias de corazón           | Pablo                               | Telefe          |
| 2013      | Esa mujer                      | Ricardo                             | TV Pública      |
| 2015      | El otro                        | Nazareno                            | TV Pública      |
| 2017      | Supermax                       | Martín                              | TV Pública      |
| 2018      | Cuéntame cómo pasó             | Benjamín                            | La 1            |
| 2018      | Pasado de Copas: Drunk History | Che Guevara                         | Telefe          |
| 2020      | Vis a vis: El oasis            | Cepo Sandoval Castro                | FOX España      |

### Cine
| Año  | Película                                                     | Personaje          | Director              |
| ---- | ------------------------------------------------------------ | ------------------ | --------------------- |
| 2003 | Ciudad del Sol                                               | Fernando           | Carlos Galettini      |
| 2005 | Como mariposas en la luz                                     | Diego              | Diego Yaker           |
| 2009 | Plan B                                                       | Pablo              | Marco Berger          |
| 2010 | Amor en tránsito                                             | Pocho              | Lucas Blanco          |
| 2012 | Caíto                                                        | El mono            | Guillermo Pfening     |
| 2014 | El otro, no todo es lo que ves                               | Nazareno           | Daniel De Felippo     |
| 2015 | Eso que llaman amor                                          |                    | Victoria Miranda      |
| 2017 | La otra mujer                                                | Javier             | Francisco Funes       |
| 2017 | Te esperaré                                                  | Martín             | Alberto Lecchi        |
| 2019 | El día que me muera                                          | Dolores            | Néstor Sánchez Sotelo |
| 2020 | La corazonada                                                | Dr. Martín Aguirre | Alejandro Montiel     |
| 2021 | Todos tenemos un muerto en el placard o un hijo en el closet | Martín             | Nicolás Teté          |
| 2021 | Quemar las naves                                             | Relator            | Rodolfo Carnevale     |

### Premios y nominaciones
| Año  | Premio                       | Categoría              | Programa/Película        | Resultado |
| ---- | ---------------------------- | ---------------------- | ------------------------ | --------- |
| 2007 | Premios Sur                  | Mejor Actor Revelación | Como mariposas en la luz | Nominado  |
| 2008 | Cóndor de Plata              | Revelación Masculina   | Como mariposas en la luz | Nominado  |
| 2010 | Festival Zinegoak -Bilbao-   | Mejor Actor            | Plan B                   | Ganador   |
| 2010 | Filmout festival -San Diego- | Mejor Actor            | Plan B                   | Ganador   |
| 2010 | Festival Queer -Lisboa-      | Mejor Actor            | Plan B                   | Ganador   |
| 2018 | Estrella de Mar              | Mejor Actor en Drama   | Segunda Princesa         | Nominado  |

- Datos: Q3838353